# 800 mètres masculin aux championnats du monde d'athlétisme 2005
Navigation
Paris 2003 Osaka 2007
L'épreuve du 800 mètres masculin des championnats du monde d'athlétisme 2005 s'est déroulée du 11 au 14 août 2005 dans le Stade olympique d'Helsinki, en Finlande. Elle est remportée par le Bahreïnien Rashid Ramzi.

## Résultats

### Finale
| Rang               | Athlète            | Pays    | Temps         | Notes |
| ------------------ | ------------------ | ------- | ------------- | ----- |
| Médaille d'or      | Rashid Ramzi       | Bahreïn | 1 min 44 s 24 | PB    |
| Médaille d'argent  | Yuriy Borzakovskiy | Russie  | 1 min 44 s 51 |       |
| Médaille de bronze | William Yiampoy    | Kenya   | 1 min 44 s 55 |       |
| 4                  | Wilfred Bungei     | Kenya   | 1 min 44 s 98 |       |
| 5                  | Djabir Saïd-Guerni | Algérie | 1 min 45 s 31 |       |
| 6                  | Mehdi Baala        | France  | 1 min 45 s 32 |       |
| 7                  | Belal Mansoor Ali  | Bahreïn | 1 min 45 s 55 |       |
| 8                  | Gary Reed          | Canada  | 1 min 46 s 20 |       |

## Légende
Records et Performances
- AR : Record continental (area record)
- CR : Record des championnats (championship record)
- MR : Record du meeting (meet record)
- NR : Record national (national record)
- OR : Record olympique (olympic record)
- PR : Record paralympique (paralympic record)
- PB : Record personnel (personal best)
- SB : Meilleure performance personnelle de la saison (season's best)
- WL : Meilleure performance mondiale de l'année (world leader)
- WJR : Record du monde junior (world junior record)
- WR : Record du monde (world record)

Circonstances et Conditions
- DNF : N'a pas terminé (did not finish)
- DNS : N'a pas pris le départ (did not start)
- DQ : Disqualification (disqualification)
- NM : Aucun essai valable enregistré (No Mark)
- Q : Qualifié « directement » au prochain tour (ou à la prochaine compétition), lors d'une compétition majeure, grâce au classement ou à la réalisation des minima (automatic qualifier)
- q : Qualifié au prochain tour (ou à la prochaine compétition), lors d'une compétition majeure, grâce au repêchage ou à la réalisation de l'une des meilleures performances parmi celles des « non qualifiés directement » (grâce au meilleur temps ou à la meilleure distance par exemple) (secondary qualifier)